# Xyris congensis
Xyris congensis là một loài thực vật hạt kín trong họ Hoàng đầu. Loài này được Büttner miêu tả khoa học đầu tiên năm 1889.